# Самюель Ессенде
Самюель Емманюель Ессенде Мбонгу (фр. Samuel Emmanuel Essende Mbongu, нар. 30 січня 1998, Монфермей, Франція) — конголезький футболіст, нападник німецького клубу «Аугсбург» та національної збірної ДР Конго.

## Ігрова кар'єра

### Клубна
Самюель Ессенде є вихованцем футбольної академії столичного клубу «Парі Сен-Жермен», де він почав грати у футбол у віці 12 — ти років. У серпні 2018 року футболіст підписав з ПСЖ свій перший професійний контракт, згідно з умовами якого він залишався в паризькому клубі до 1 червня 2021 року.
І в серпні 2018 року Ессенде відправився в оренду до клубу чемпіонату Бельгії «Ейпен», де провів повний сезон. Наступним клубом нападника став клуб французького третього дивізіону — «Авранш». Ще по одному сезону Ессенде провів у клубах Ліги 2 «По» та «Кан». У липні 2023 року Ессенде відправився в оренду до португальської Прімейра-ліга — у клуб «Візела». Вже в січні 2024 року футболіст підписав з португальським клубом повноцінний контракт до 2026 року.
У червні 2024 року Ессенде перейшов до німецького клубу «Аугсбург», з яким підписав контракт на чотири роки. Вже у першій грі в чемпіонаті Німеччини проти бременського «Вердера» Ессенде відзначився забитими голом.

### Збірна
Самюель Ессенде народився у Франції, але має конголезьке походження. 6 червня 2024 року в матчі відбору до чемпіонату світу 2026 року проти команди Сенегалу Самюель Ессенде дебютував у складі національної збірної ДР Конго.